# Aenigmachanna
Aenigmachanna (Britz, Anoop, Dahanukar & Raghavan, 2019) è un genere di pesce con pinne raggiate nell'ordine Anabantiformes. Unico genere della famiglia Aenigmachannidae, comprende due specie (dal nome comune di teste di serpente di drago), entrambe in larga misura limitate ad habitat sotterranei nell'India sudoccidentale, ossia ai piedi dei Ghati occidentali nello stato del Kerala.
Entrambe le specie di questo genere mostrano una serie unica di tratti che le distinguono dai loro parenti viventi più stretti, le vere teste di serpente, della famiglia Channidae. Questi hanno un corpo molto più lungo e snello, numerose squame, una pinna anale assai lunga, e sono privi della capacità di galleggiare. Le analisi molecolari indicano che si sono staccati da questa famiglia intorno a 34 o 109 milioni di anni fa (Ma). Ciò potrebbe indicare che Aenigmachannidae è un lignaggio unicamente gondwaniano; e se l'estremità superiore delle stime è corretta, potrebbe essere sopravvissuto alla rottura del supercontinente gondwano intorno a 120 Ma.
Sono unici tra i pesci delle caverne per essere uno dei pochi membri cavernicoli del grande clade Percomorpha. Nonostante il loro habitat, mostrano fisicamente poco troglomorfismo a parte una pigmentazione leggermente ridotta; ciò indica che hanno colonizzato le grotte in tempi relativamente recenti, o che vivono in prevalenza sottoterra (subtroglofili), dovendo ogni tanto allontanarsi dal proprio ambiente per alcune funzioni. A causa del loro habitat ristretto e della loro natura unica, entrambi sono considerati specie relitte.

## Tassonomia

### Specie
- Aenigmachanna gollum, Britz, Anoop, Dahanukar e Raghavan, 2019 (Gollum snakehead)
- Aenigmachanna mahabali, Kumar, Basheer e Ravi, 2019 (Mahabali snakehead)

Il genere è stato inizialmente descritto all'inizio del 2019 come genere monotipico per A. gollum, la prima specie descritta nel genere. Più tardi nel corso dell'anno, A. mahabali è stato descritto come una specie distinta, indicando che c'erano effettivamente più specie nel genere.